# Mercedes-AMG One
El Mercedes-AMG One, estilizado como "ONE", es un automóvil superdeportivo cupé de dos puertas diédricas estrictamente biplaza, con motor central-trasero montado longitudinalmente y de tracción total, híbrido eléctrico enchufable de producción con tecnología derivada de la Fórmula 1, desarrollado y producido por el fabricante alemán Mercedes-AMG GmbH, subsidiaria de Mercedes-Benz Daimler, a partir de 2021.

## Presentación

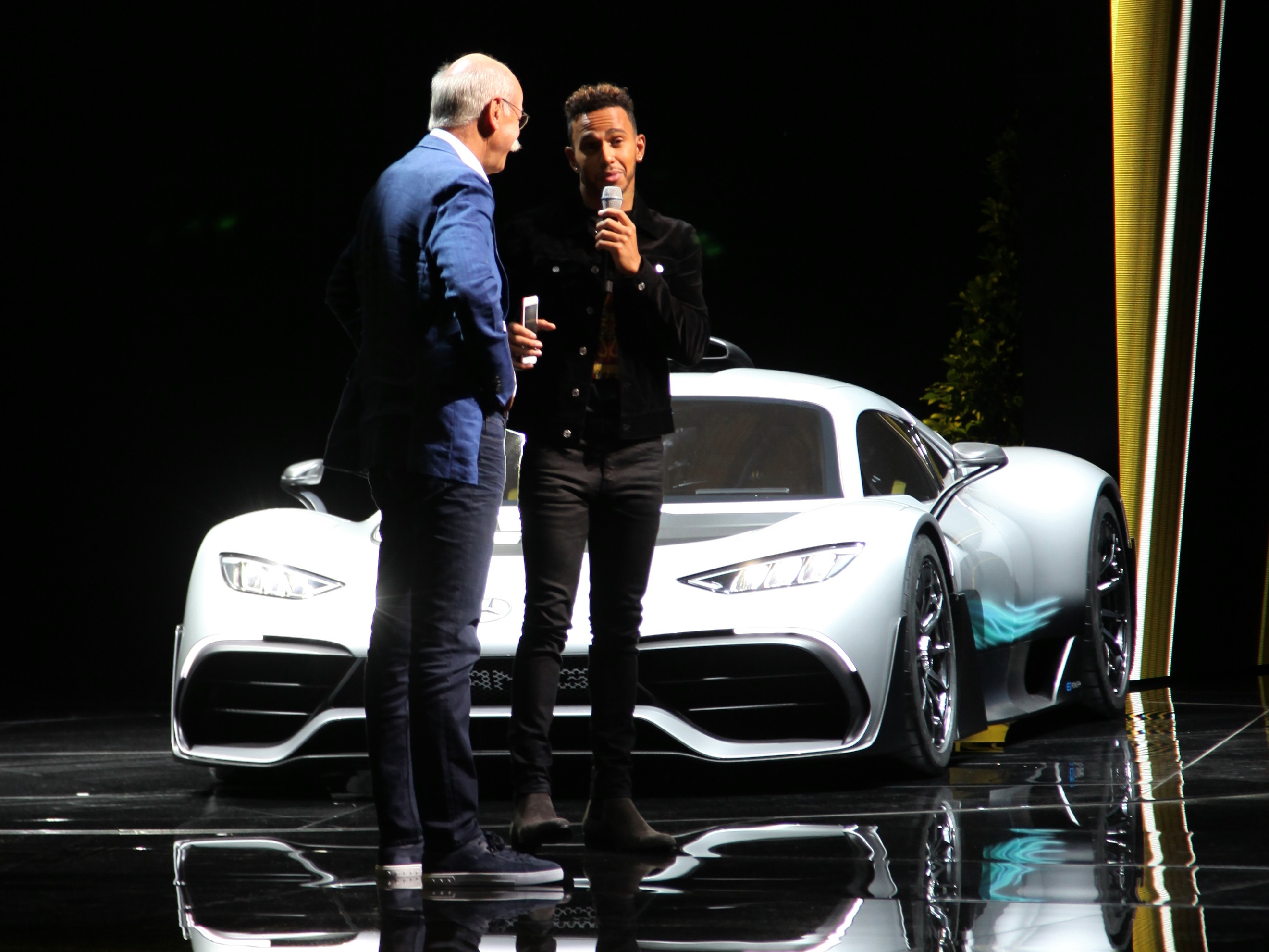
Lewis Hamilton y Dieter Zetsche presentando el Project One.

Un modelo de concepto terminado y en marcha fue presentado en el Salón del Automóvil de Fráncfort de 2017, por el piloto de Fórmula 1 Lewis Hamilton y el presidente de la Junta Directiva de Daimler AG y responsable de Mercedes-Benz Dieter Zetsche.
En ese momento continuaba en estado conceptual, ya que todavía no había llegado a las regulaciones de homologación. El nombre oficial del automóvil se cambió de "Project One" a simplemente "One", eliminando el nombre "Project".
Incorpora prácticamente sin modificaciones, la tecnología híbrida más avanzada y eficiente de la Fórmula 1 en un modelo para carretera y constituye uno de los principales hitos de la celebración del 50.° aniversario de AMG. Desde los inicios del automovilismo deportivo, los ingenieros siempre han soñado con trasladar a la carretera la tecnología de competición.

"Para nosotros, el deporte del motor no es un fin en sí mismo. En condiciones de máxima competencia desarrollamos tecnologías de las que más tarde se benefician también nuestros vehículos de serie. Ahora aprovechamos la experiencia y los éxitos cosechados en tres campeonatos mundiales de constructores y de pilotos para llevar a la carretera por primera vez la tecnología de la Fórmula 1 en el Mercedes-AMG Project ONE…"
afirma: Dieter Zetsche.

"El híper coche es fruto del proyecto más ambicioso que hayamos afrontado hasta la fecha. Define un nuevo hito en el desarrollo estratégico de Mercedes-AMG y su conversión en una marca de vehículos deportivos y de altas prestaciones. El Project ONE eleva el listón de lo técnicamente viable a un nivel nunca visto y define una referencia absoluta con su combinación de eficiencia y prestaciones. Al mismo tiempo, el Project ONE es un anticipo de la definición futura de Driving Performance desde la perspectiva de AMG…"
destaca: Tobias Moers, Presidente del Comité de Dirección de Mercedes-AMG GmbH.

El One competirá contra el Aston Martin Valkyrie y los coches deportivos sin nombre de Ferrari, Audi y BMW.

## Prueba de fábrica
Los coches serían evaluados por su rendimiento, durabilidad y capacidad en los campos de pruebas de Mercedes-Benz y en los circuitos de carreras.

"Cuando el momento sea adecuado, el piloto de Mercedes-AMG Petronas Lewis Hamilton probará los prototipos…"
dice: Tobias Moers.

Tras haberse coronado como heptacampeón del mundo en 2020, se ha encargado de rodarlo en circuito y ponerlo a prueba para trasladar sus conclusiones a los ingenieros de la firma antes de su llegada a las carreteras. El fabricante lo ha anunciado a través de un video de su última campaña publicitaria, junto a unas imágenes en las que muestra el coche en colores negro, rojo y plata, ya que resaltan que el color rojo jugará un papel central en la nueva etiqueta de tecnología E PERFORMANCE. La versión de serie de este nuevo súper coche mantendrá casi intactas las prestaciones anunciadas inicialmente.

## Características

### Diseño exterior

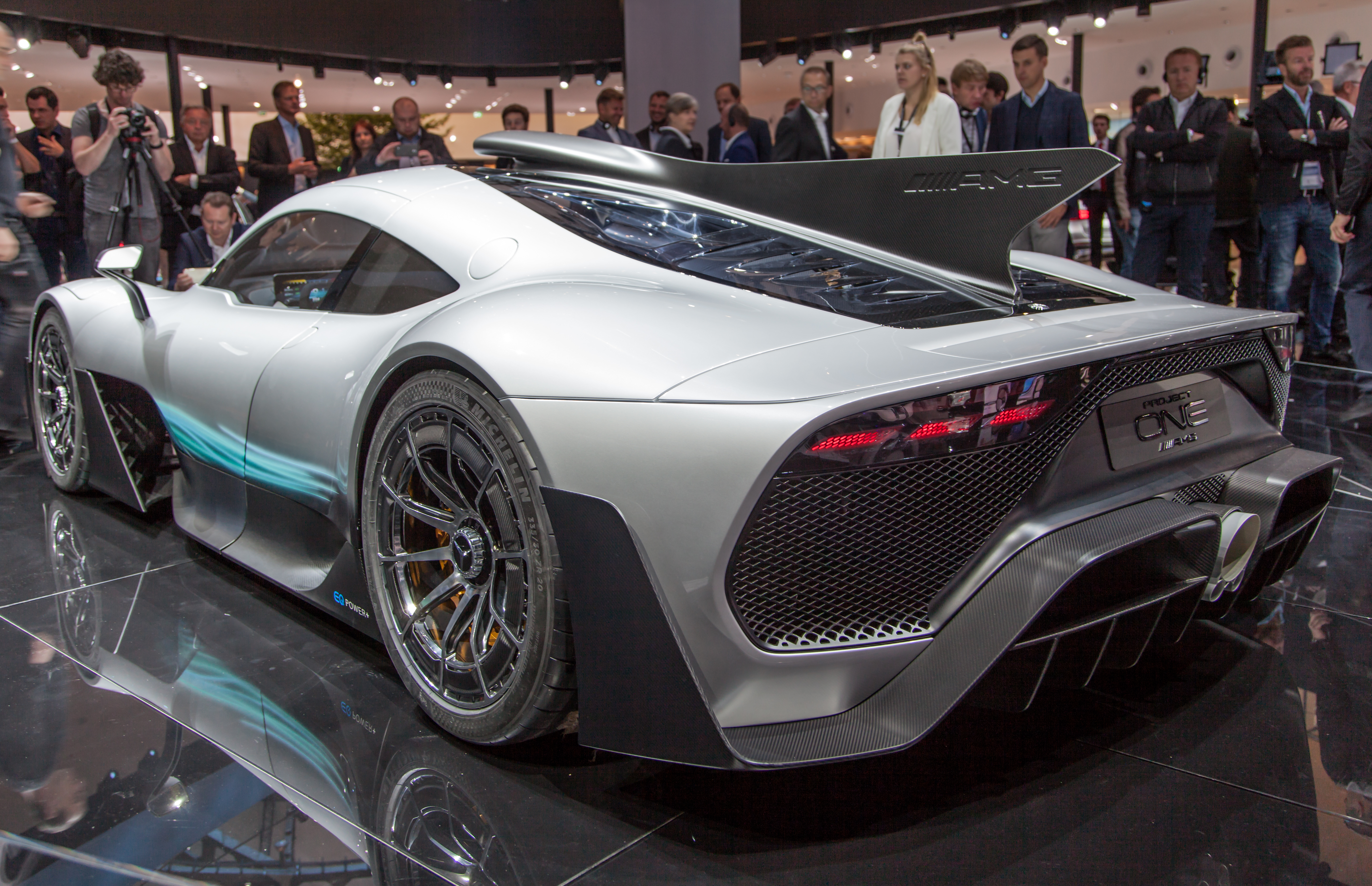
Vista trasera 3/4.

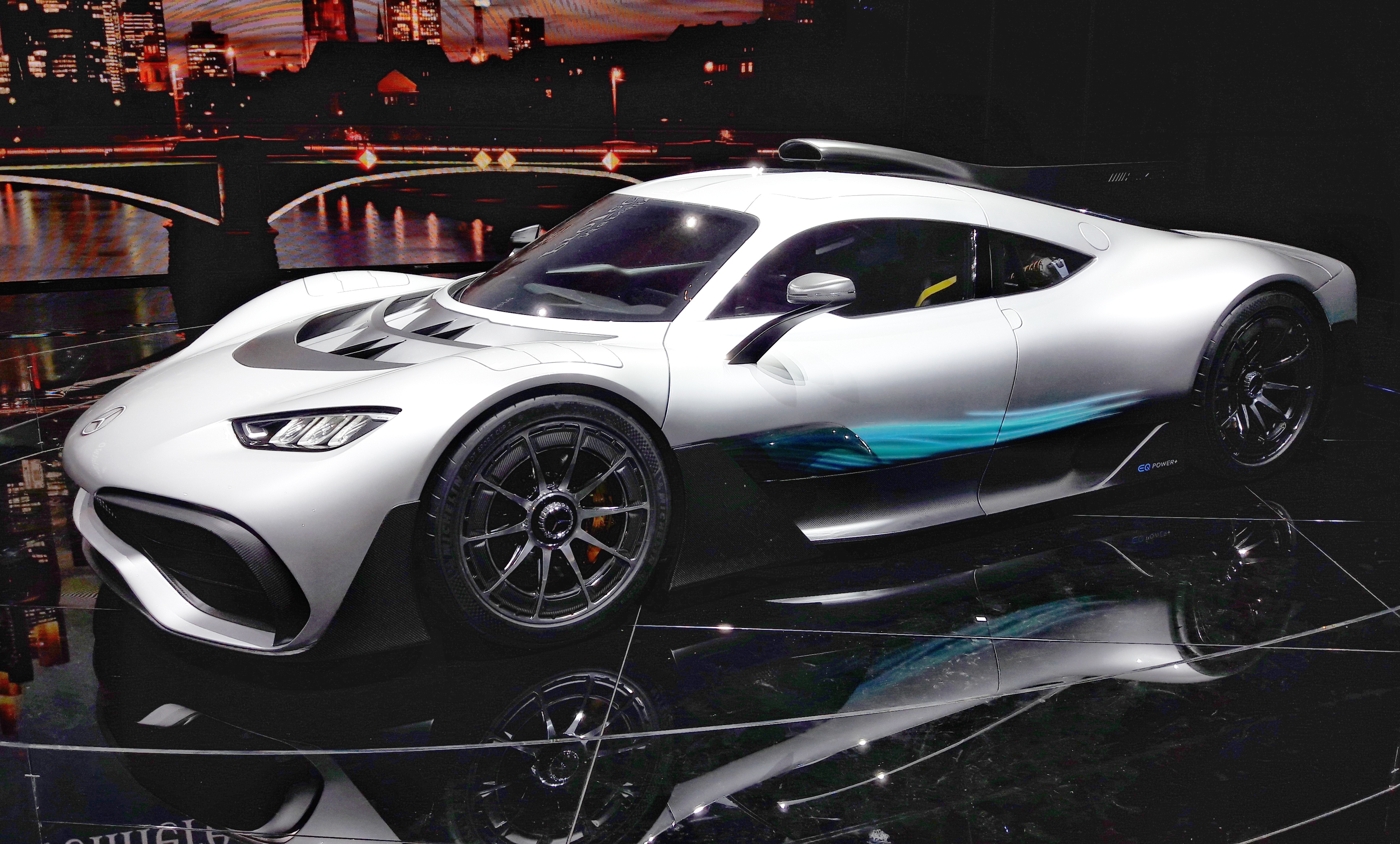
Vista lateral.

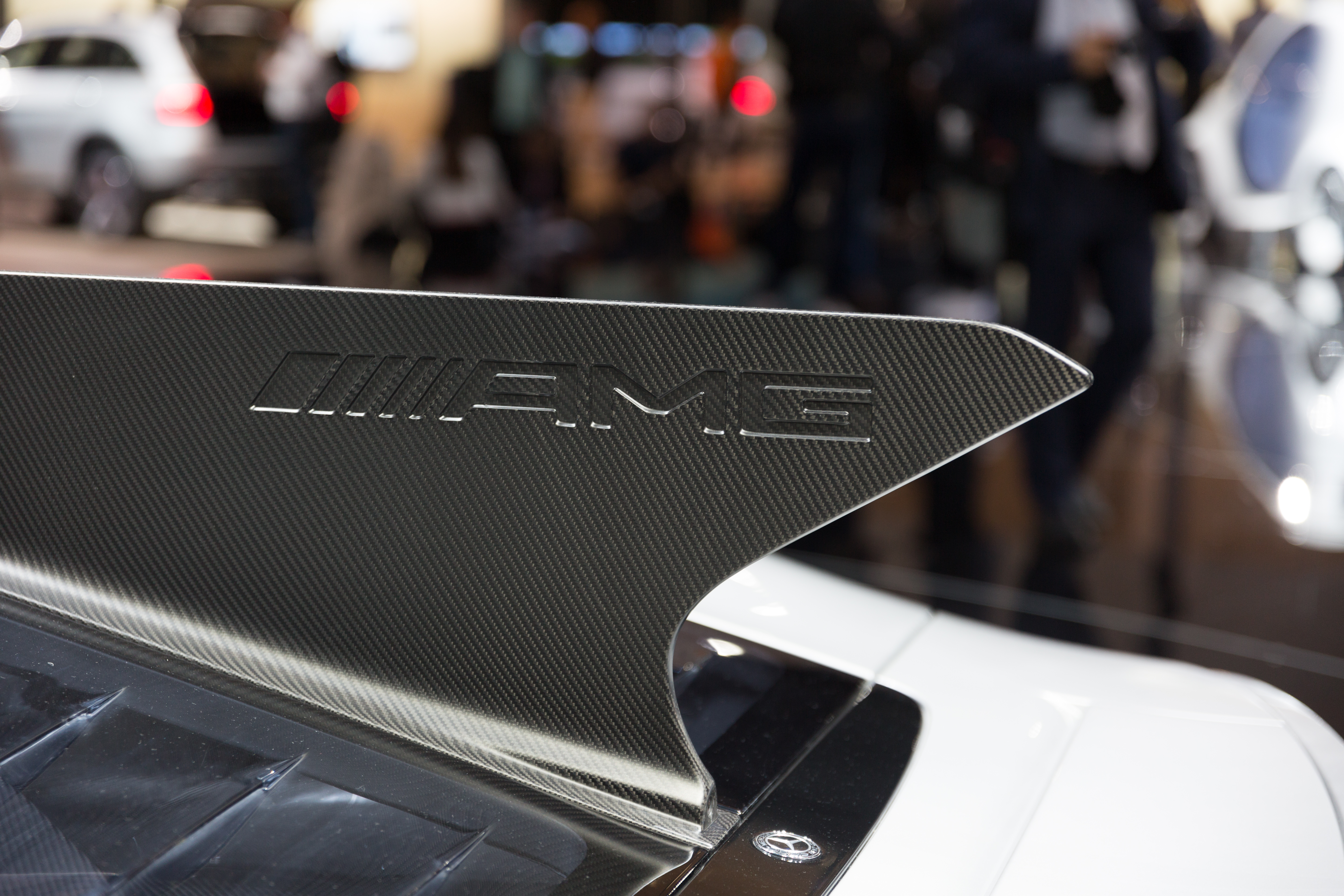
Aleta de tiburón vertical.

El diseño exterior está formado principalmente por la aerodinámica, aunque todavía mantiene una posición de tranvía. Algunas de sus piezas provienen de los coches de Fórmula 1 de Mercedes-Benz, más notablemente la aleta aerodinámica. Está inspirado en la clase premium del automovilismo, pero sobre todo, encarna el principio Mercedes-AMG de que la fascinación siempre está ligada a la función. Cada parte tiene un propósito específico. El resultado es un concepto de motor central, proporciones extremadamente musculosas con el habitáculo bien adelantada, grandes pasos de rueda, una cintura de avispa y una parte trasera extendida.

"El Mercedes-AMG Project ONE es el coche más atractivo y genial que jamás hayamos diseñado. Combina nuestra filosofía de diseño de Sensual Purity con el rendimiento de nuestros coches de carreras de Fórmula 1 y es la encarnación perfecta de Performance Luxury. El diseño extremo de este híper coche marca un hito en el diseño: no hay líneas y el interior está reducido a lo esencial…"
dice: Gorden Wagener, jefe responsable de diseño Daimler AG.

La vista frontal se caracteriza por el gran faldón delantero, con diversas entradas de aire se extienden por todo lo ancho del coche. La sección central trapezoidal lleva un gran logotipo AMG blanco, con la estrella Mercedes sobre la carrocería. A la izquierda y a la derecha hay entradas de aire grandes y prominentes enmarcadas por aletas en forma de U y cada una subdividida por dos aletas horizontales negras. Los faros led planos se integran a la perfección en el contorno de la carrocería. Las salidas de aire negras en el cofre guían el flujo de aire caliente por los lados del compartimento del conductor, lo cual permite que el flujo de aire fresco pase sin obstáculos a través del compartimiento del conductor y al conducto de admisión en el techo. La carga aerodinámica en el eje delantero está influenciada positivamente por el divisor frontal que se extiende automáticamente y las rejillas de ventilación activas en los pasos de rueda delanteros, para un equilibrio aerodinámico.
La línea del techo tiene una toma de aire derivada de la Fórmula 1, a través de la cual el motor aspira grandes volúmenes de aire. La entrada negra se transforma con elegancia en la aleta de tiburón vertical negra, que mejora la estabilidad lateral al tomar curvas a alta velocidad. La ventana trasera colocada bien hacia atrás es una parte integral de la unidad de admisión y aleta del techo, que permite una vista de la unidad de potencia. Dos grandes entradas de aire NACA garantizan una guía óptima de los flujos de aire para los enfriadores de aceite del motor y de la transmisión ubicados en la parte trasera. La vista lateral también muestra un diseño de superficie limpio y combinado con características funcionales, cuyos flancos están tensamente empotrados con superficies negras de fibra de carbono que redirigen el flujo de aire alrededor de la carrocería.
Al igual que en el automovilismo de competición, las puertas se abren tanto hacia delante como hacia arriba. La toma de carga para la batería híbrida enchufable está en la parte trasera izquierda. El borde del spoiler vertical y afilado y el gran difusor de dos secciones, interrumpido por el tubo de escape central con un diseño de salida grande y redonda y otras dos pequeñas aberturas redondas que se adoptó directamente de los coches de Fórmula 1.

### Interior

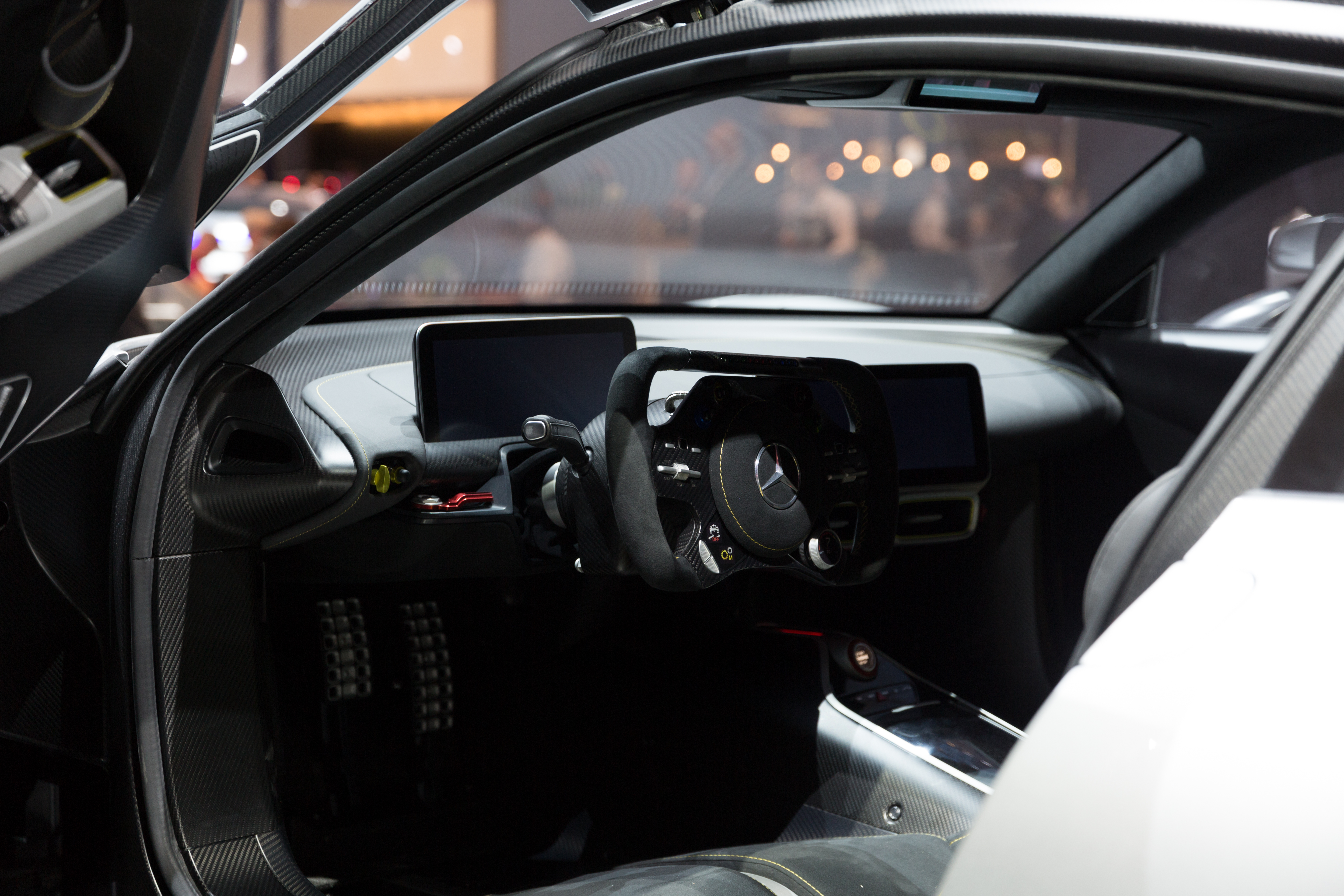
Habitáculo interior.

El interior es en su mayoría escueto para poco peso. También tiene la apariencia de un coche de Fórmula 1, para mantener su promesa como el "coche de F1 para la calle" notable. Este concepto sigue la función en las pistas de carreras con un diseño radical, ya que cada detalle tiene una función, sin incluir nada meramente por motivos visuales.
En el interior monocasco, los componentes reducidos se enfatizan en estilo minimalista, tanto en términos de diseño como funcionales. Su contorno ergonómico tiene espacio para dos ocupantes. Los asientos envolventes con respaldo regulable están integrados en el monocasco. Los pedales y el volante son ajustables, lo que permite al conductor adoptar la posición de conducción ideal. El volante con secciones superior e inferior aplanadas y una bolsa de aire (airbag) integrada ofrece funcionalidad, al igual que los dos controladores integrados que se pueden usar para configurar las funciones de ajuste. El túnel central se integra completamente en la escultura del asiento y sigue el principio del minimalismo con su contorno suavemente ascendente.
El tablero parece ser ligero y flotante, con dos pantallas independientes de alta resolución de 10 pulgadas (25,4 cm), una ligeramente levantada frente al conductor y la otra a la derecha de la consola central orientada hacia el conductor, están adaptadas con componentes de metal sólido de alta calidad y peso optimizado. La pantalla y las boquillas forman una sola unidad, cuya forma básica rectangular se refleja en las boquillas de ventilación y en la consola central en la que se encuentra el botón de inicio/parada, junto con un compartimento de almacenamiento de alta calidad equipado con una tapa transparente, un conjunto de interruptores reducido y el botón de arranque del motor.
Un sistema de aire acondicionado y elevalunas eléctricos son equipo estándar, mientras que el sistema de infoentretenimiento COMAND asegura una conectividad óptima. La información más importante se muestra en la carretera en la línea de visión por encima del volante, para que el conductor no se distraiga. Para garantizar una visibilidad óptima hacia la parte trasera, el espejo retrovisor se reemplaza por una pantalla que muestra imágenes en tiempo real de la parte trasera desde una cámara de espejo. La carcasa de la pantalla de aluminio está completamente integrada en el techo y también tiene otros controles.
La elección de colores y materiales se inspira en el coche de Fórmula 1, con unos asientos de carreras esculpidos de microfibra negra antideslizante, cuyas superficies están intercaladas con cuero Napa en gris magma e incrustaciones en una malla textil deportiva que ayuda de manera óptima a la circulación de aire de los asientos. También hay pespuntes de color amarillo en contraste.

### Motor

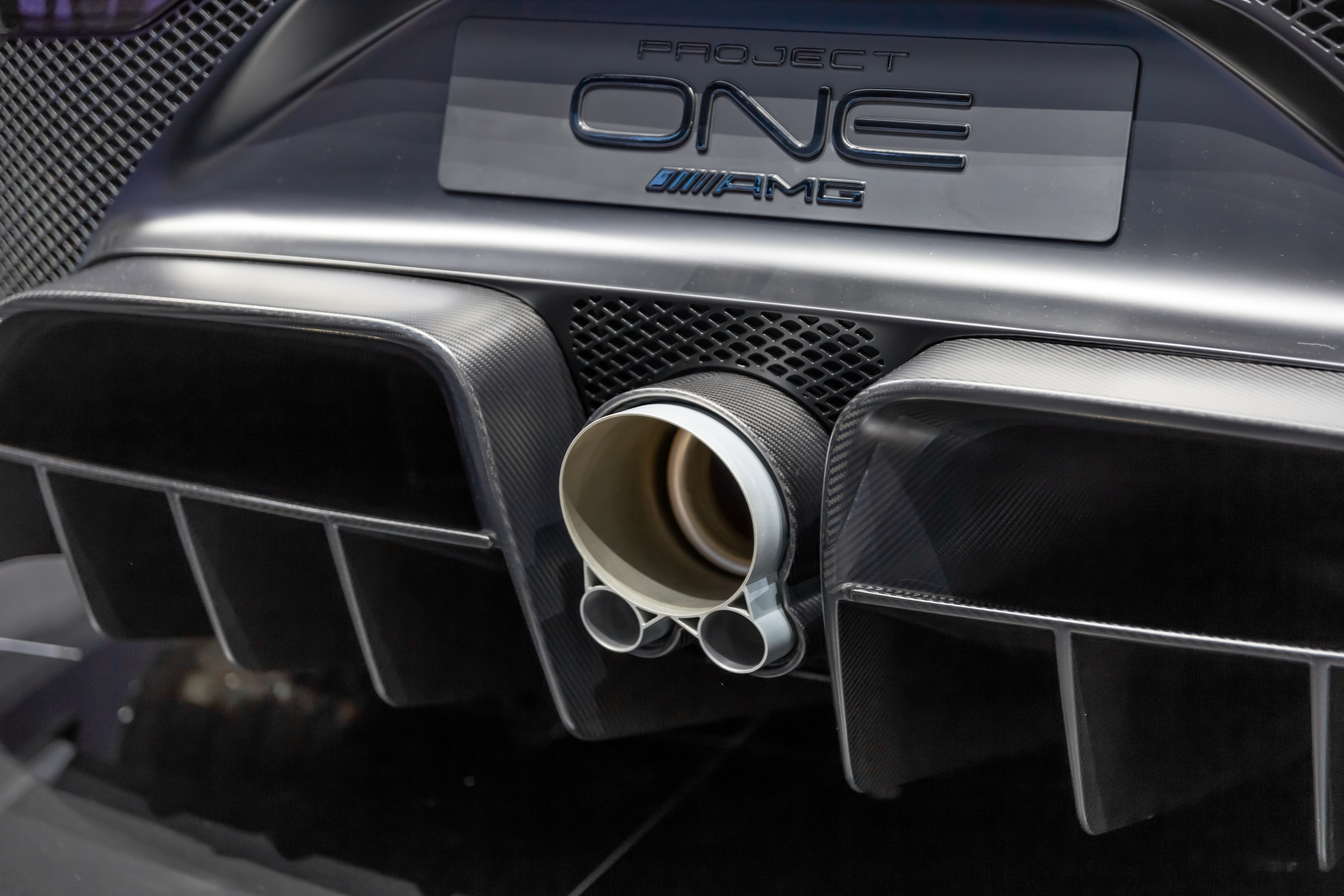
Difusor trasero y escape central.

Estaba equipado con un motor V6 a 90 grados modificado, adicionado con un turbocompresor sencillo de alta tecnología y altas revoluciones de 1598 cm³ (1,6 litros) de cilindrada con un diámetro x carrera de 80 x 53 mm (3,15 x 2,09 pulgadas), tomado del coche de Fórmula 1 Mercedes F1 W07 Hybrid de 2016, confirmado por el miembro de la mesa directiva de Mercedes Ola Källenius. La modificación se debe a la ilegalidad del motor en cuanto a las RPM cuando está inactivo y a su límite de régimen. El jefe de Mercedes-AMG Tobias Moers, dice que el motor estará a 1280 rpm en ralentí y a 11000 rpm para la línea roja. Sin embargo, el motor durará solamente 50 000 km (31 070 millas), ya que necesitará ser reconstruido y los propietarios tendrán que devolverlo para su reacondicionamiento. Todavía se desconoce cómo el motor cumplirá con la Normativa europea sobre emisiones, el cual produce una potencia máxima de 748 HP (758 CV; 558 kW) y con un par motor todavía desconocido, que se combinará con cuatro motores eléctricos de 800 V, dos de ellos de 120 kW (163 CV; 161 HP) en el cigüeñal "MGU-K" (Motor Generator Unit Kinetic), un turbo eléctrico de 90 kW (122 CV; 121 HP) "MGU-H" (Motor Generator Unit Heat) y otros dos de 120 kW (163 CV; 161 HP) cada uno en el eje delantero. Estos motores recibirán alimentación de una única fuente de batería de ion de litio principal de alto rendimiento, para una potencia de salida total combinada de 1020 CV (1006 HP; 750 kW). Además, será capaz de alcanzar una autonomía de 25 km (15,5 millas) en modo solamente eléctrico.
Las baterías son del Fórmula 1 de Mercedes-AMG, siendo el Sistema de recuperación de energía cinética (MGU-K) y la Unidad de recuperación de calor residual (MGU-H). El MGU-K está instalado en el eje de transmisión principal, cuyo propósito es ayudar a girar las ruedas traseras y recuperar la misma energía cinética durante el frenado. El MGU-H está instalado en el turbocompresor, el cual se utiliza para poner en cola el turbo y ayudar a prevenir problemas de retraso del mismo (turbo-lag). También puede recuperar el gas perdido del escape y convertirse en energía cinética. Otras dos baterías ejecutarán las ruedas delanteras para una transmisión de tracción en todas las ruedas, con la potencia del motor en la parte trasera y un eje delantero independiente accionado eléctricamente, así como un par motor vectorial, lo que significa que los cuatro motores juntos entregarán 272 HP (276 CV; 203 kW).
La eficiencia térmica del motor de combustión interna con el turbo eléctrico (MGU-H) en conjunción con el motor eléctrico en el cigüeñal (MGU-K), estará por arriba del 40%. Este es un valor máximo no alcanzado previamente para un vehículo de producción en serie y confirma la posición dominante del sistema de propulsión donde la eficiencia es una preocupación. Esto significa que. Como referencia de comparación, la eficiencia termodinámica de los motores de producción en serie convencionales son de alrededor del 33% al 38%.

### Transmisión
Tendrá una transmisión manual automatizada con una variante de un embrague único, que entrega la potencia a las ruedas traseras totalmente nueva y desarrollada desde cero para este coche. Es activada hidráulicamente y puede ser operada en modo automático o manual usando las paletas detrás del volante. El uso de solamente un plato de embrague tenía la intención de mantener el coche liviano.

### Suspensión
La suspensión es de diseño multibrazo delante y atrás, con muelles helicoidales ajustables con varias características especiales: ambos muelles de varilla de empuje tipo "push-rod struts" han sido instalados a través de una disposición innovadora junto con los amortiguadores, que reemplaza la función y aplicación de los miembros de una cruz tubular convencional. Esta solución previene eficientemente los movimientos rodantes, incluso durante cambios de dirección muy rápidos sin ser incómodos.

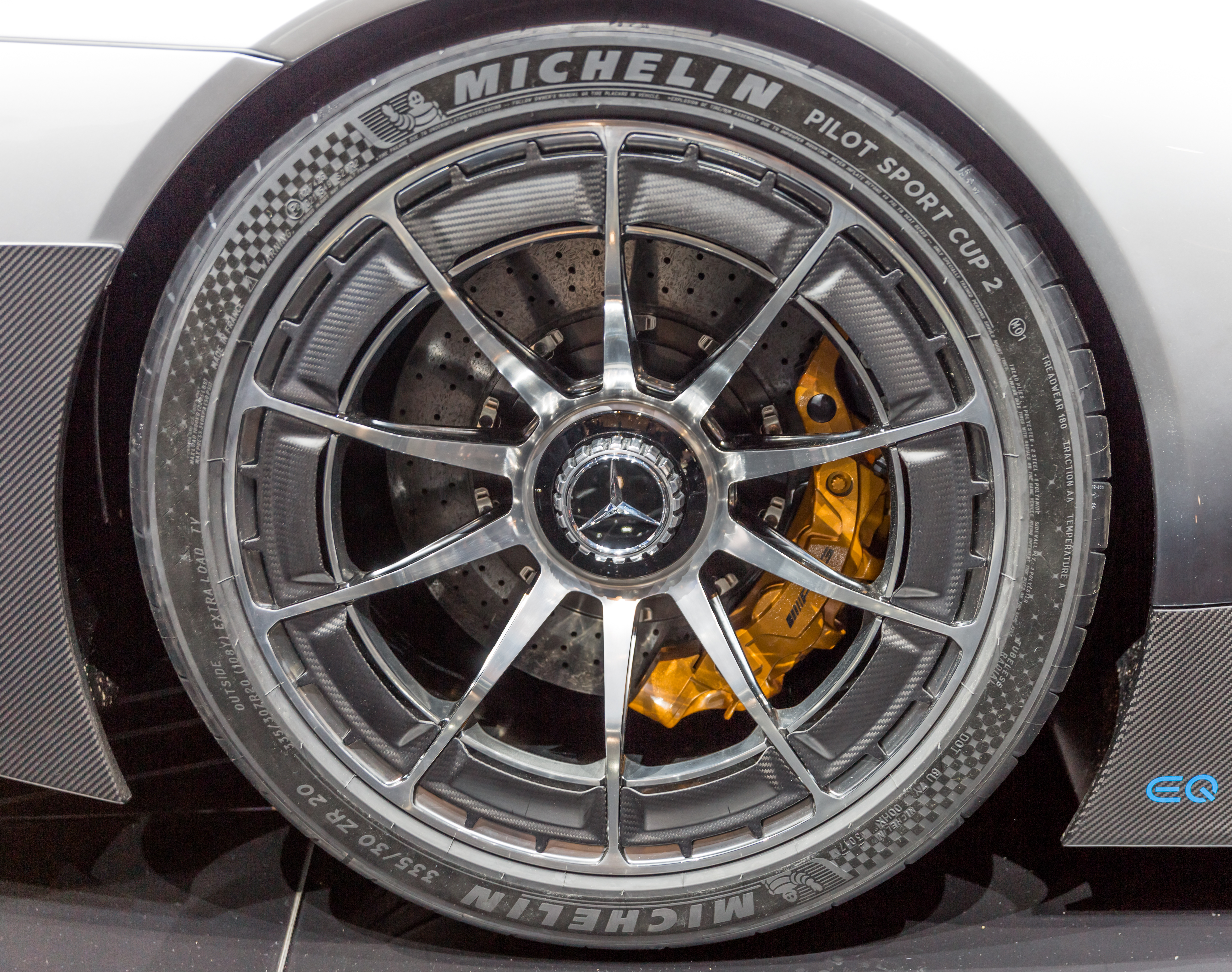
Llanta de 10 rayos.

La instalación general de muelles y amortiguadores es configurada para un balance perfecto, fácilmente controlable y, sobre todo, con características de manejo deportivo, el cual también tiene asistencia a través de un par vectorial en las cuatro ruedas. El ABS es instalado como equipo de serie, con control de estabilidad (ESP) ajustable en tres etapas: cuando está encendido (ON), se habilita el modo de mayor seguridad; en el modo "Sport Handling" permite mayores ángulos de desviación antes de la intervención del sistema para un estilo de conducción más deportivo; y cuando está apagado (OFF), cambia el sistema para una conducción más deportiva en pistas a puerta cerrada.

### Ruedas
Otro desarrollo completamente nuevo son las llantas de aleación de aluminio forjado de 10 rayos con tuerca de seguridad central, las cuales son reservadas exclusivamente para el coche. Estas tienen una semicubierta radial de fibra de carbono con una apariencia sofisticada aerodinámicamente, lo cual mejora la aerodinámica del coche y las cifras del coeficiente de arrastre (Cx), optimizando el flujo de aire alrededor de las llantas, con neumáticos Michelin Pilot Sport Cup 2, los cuales también han sido desarrollados exclusivamente para el coche de dimensiones 285/35 ZR 19 x 10 pulgadas (48,3 x 25,4 cm) delante y 335/30 ZR 20 x 12 pulgadas (50,8 x 30,5 cm) atrás.

### Frenos
También está equipado con un avanzado sistema de frenos de compuesto carbono-cerámicos de alto rendimiento y optimizados de bajo peso, los cuales se distinguen por ser de un servicio de larga vida, alta resistencia a la corrosión y una estabilidad térmica más alta, los cuales se distinguen visualmente como únicos por tener pinzas (cálipers) pintados especialmente y con rótulos escritos con la leyenda "AMG Carbon Ceramic".

## Producción
Costará 2.275 millones de € aproximadamente y su producción estará limitada a 275 unidades, ya todas asignadas. Su desarrollo por parte de los ingenieros es tan complejo, que ha provocado varios retrasos en su lanzamiento. Las primeras entregas se producirán a lo largo de 2021, es decir, cuatro años después de develarse el prototipo.
El centro tecnológico de Immendingen continuaba albergando jornadas de pruebas para el modelo 2021, cuya sofisticada aerodinámica activa desarrollada en el túnel de viento, también se estaba analizando pormenorizadamente. En principio, se trasladaría a Nürburgring donde terminaría de ponerse a punto.